# Powiat de Jędrzejów
Pour les articles homonymes, voir Jędrzejów (homonymie).
Le powiat de Jędrzejów (en polonais : powiat jędrzejowski) est un district administratif situé dans la voïvodie de Sainte-Croix en Pologne.

## Division administrative

Carte du powiat

Le powiat est composé de 9 communes :
- 6 communes rurales : Imielno, Nagłowice, Oksa, Słupia, Sobków et Wodzisław ;
- 3 communes mixtes : Jędrzejów, Małogoszcz et Sędziszów.